# Silțe, Ratne
Silțe (în ucraineană Сільце) este un sat în comuna Hirnîkî din raionul Ratne, regiunea Volînia, Ucraina.

## Demografie
Componența lingvistică a localității Silțe
     Ucraineană (99,84%)
     Alte limbi (0,16%)
Conform recensământului din 2001, majoritatea populației localității Silțe era vorbitoare de ucraineană (99,84%), existând în minoritate și vorbitori de alte limbi.